# Hyalochlora splendens
Hyalochlora splendens là một loài bướm đêm trong họ Geometridae.